# Gizella út
A Gizella út Budapest XIV. kerületének egyik mellékutcája. A Thököly út és a Stefánia út között húzódik. Nevét 1879-ben Gizella főhercegnő (1856–1932) után kapta.

## Története
1879-ben kapta a nevét Gizella főhercegnőről (1856–1932). Ekkor a VII. kerülethez tartozott. 1896-ban a Millenniumi kiállítás látogatóinak elszállásolására barakktelep épült az akkori utca területén.1935. június 15-én az újonnan létrehozott XIV. kerület része lett. A Thököly út és a Stefánia út között húzódó utca Istvánmező városrészhez tartozik.

Millenniumi kiállítás barakktelep (Klösz György felvételei)
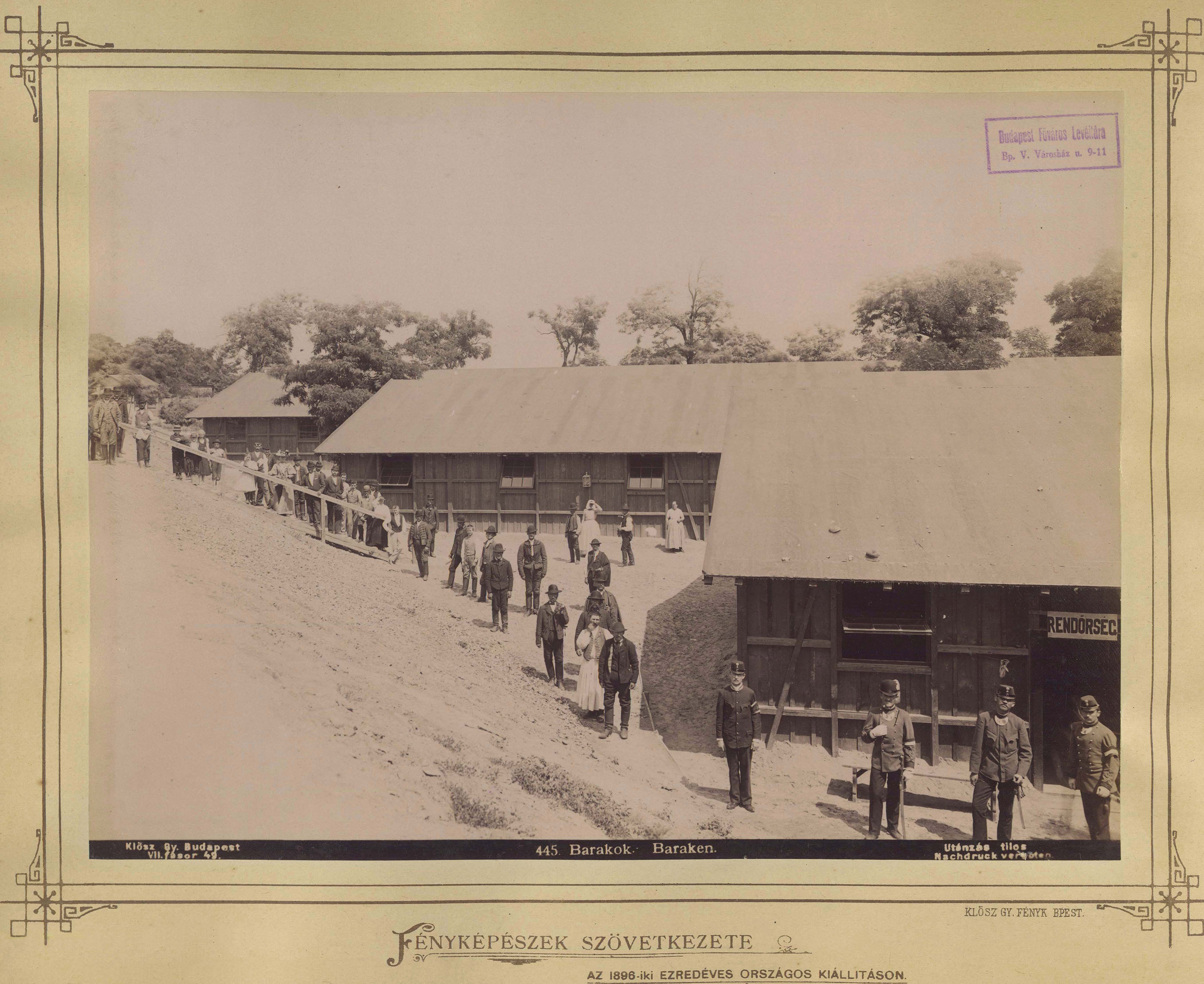
barakkok
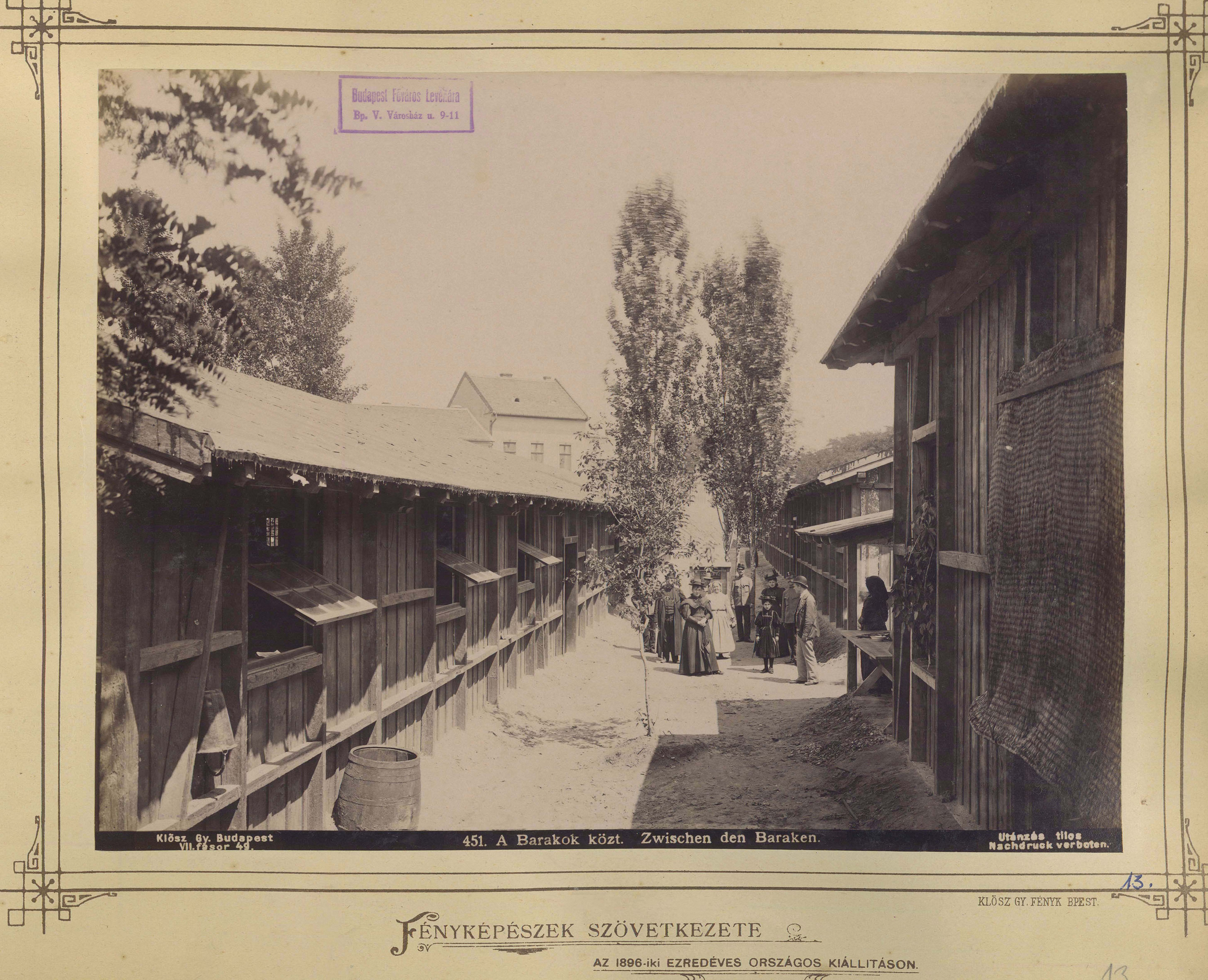
barakkok közt
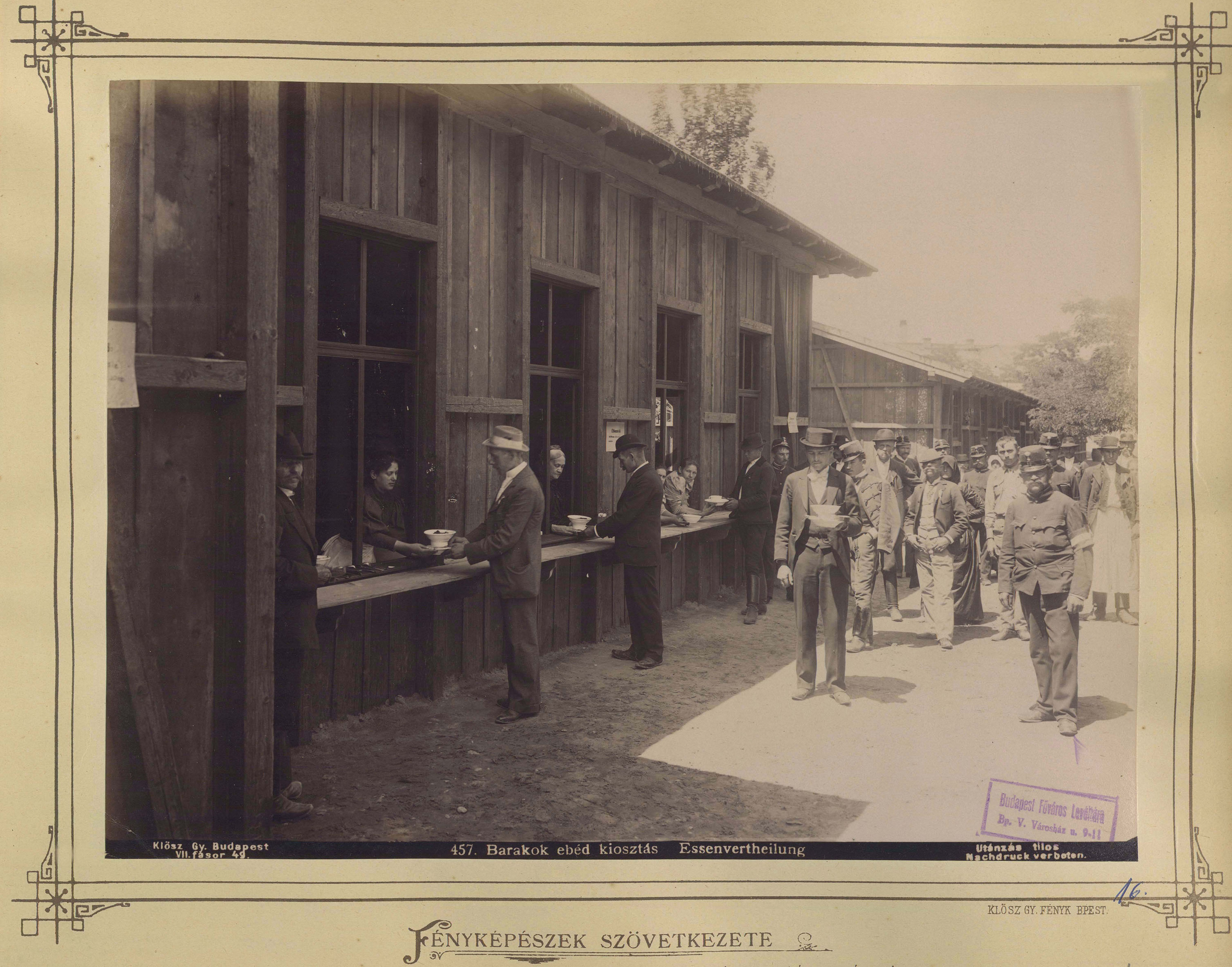
ebédosztás
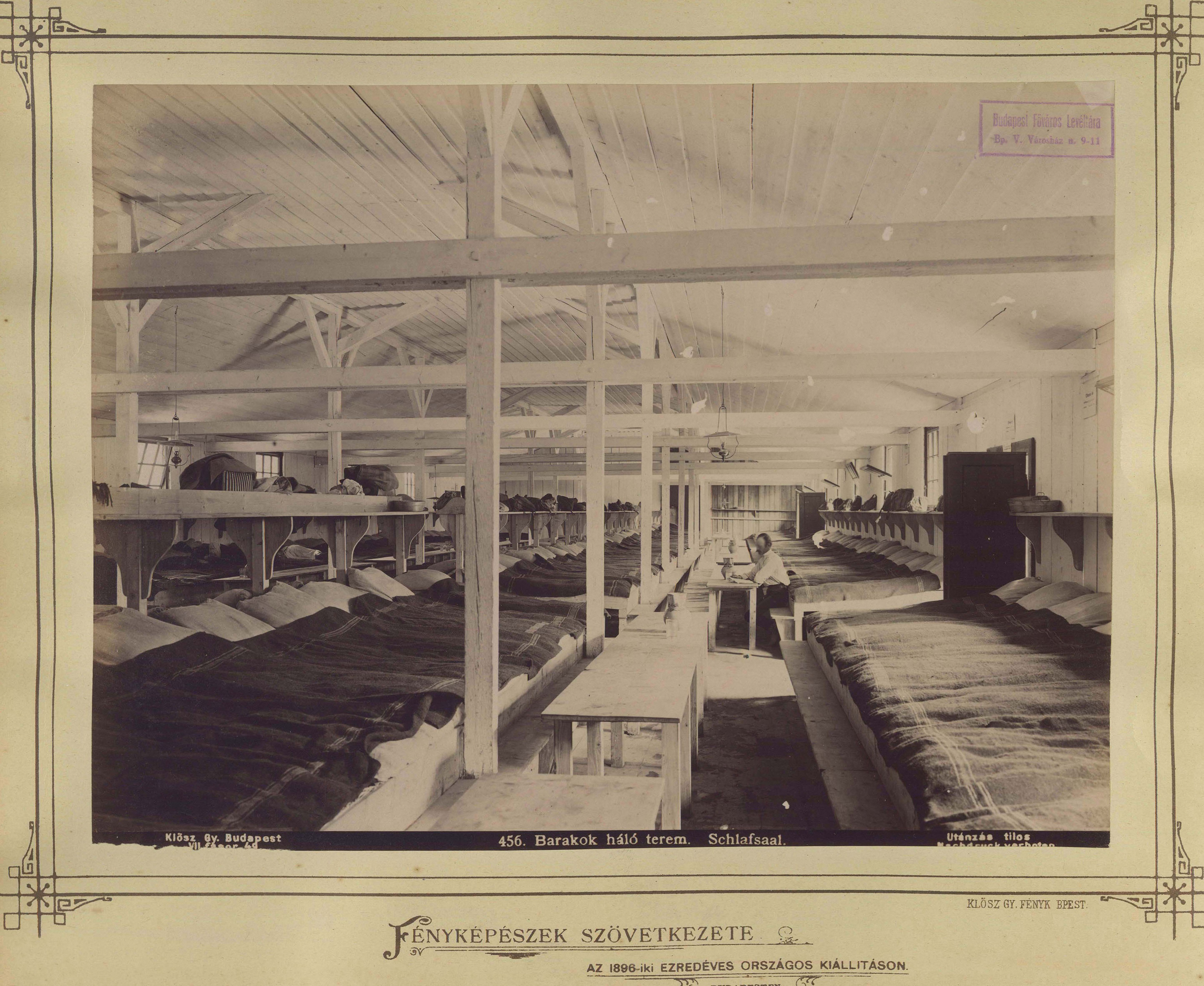
hálóterem

## Épületei
12 – lakóház
1887-ben épült lakóház.
36 – Ruzsics-villa
Az államosításig a Ruzsics család tulajdona, 1990 és 2010 között az SZDSZ székháza
37 – a Magyar Pünkösdi Egyház központja
1974 és 1976 között épült az Evangéliumi Pünkösdi Közösség – mai nevén Magyar Pünkösdi Egyház – számára.
42–44. – az egykori Kalapgyár
A kalapgyár jogelődje 1895-ben alakult Magyar Gyapjútomp- és Kalapgyár Rt. néven. Gyukics Jánostól 1909-ben Fischer Béla vette meg az üzemet. 1948 és 1952 között történt a gyár államosítása. 1949-ben alakult meg a Kalapipari Nemzeti Vállalat, majd 1952-től egyszerűen csak Kalapgyár néven működött. Az 1970-es években még jelentős termelés folyt exportra (Ausztrália, Japán, Irak), de az évtized végére világszerte divatjamúlt lett a kalapviselet, így a gyárat 1982-ben végleg bezárták. 1992 óta az Európa 2000 Középiskola működik az épületben.

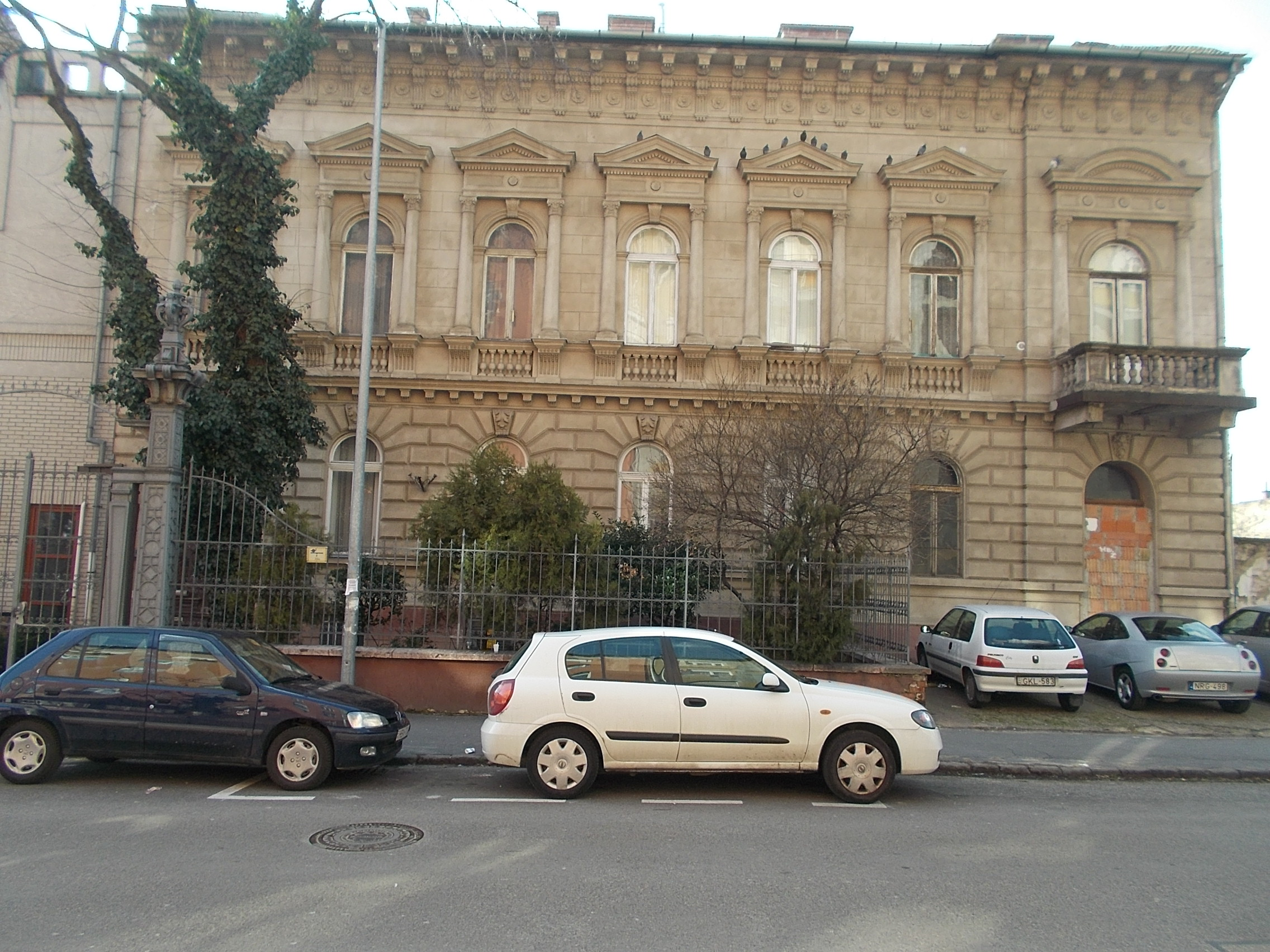
lakóház (Gizella út 12.)
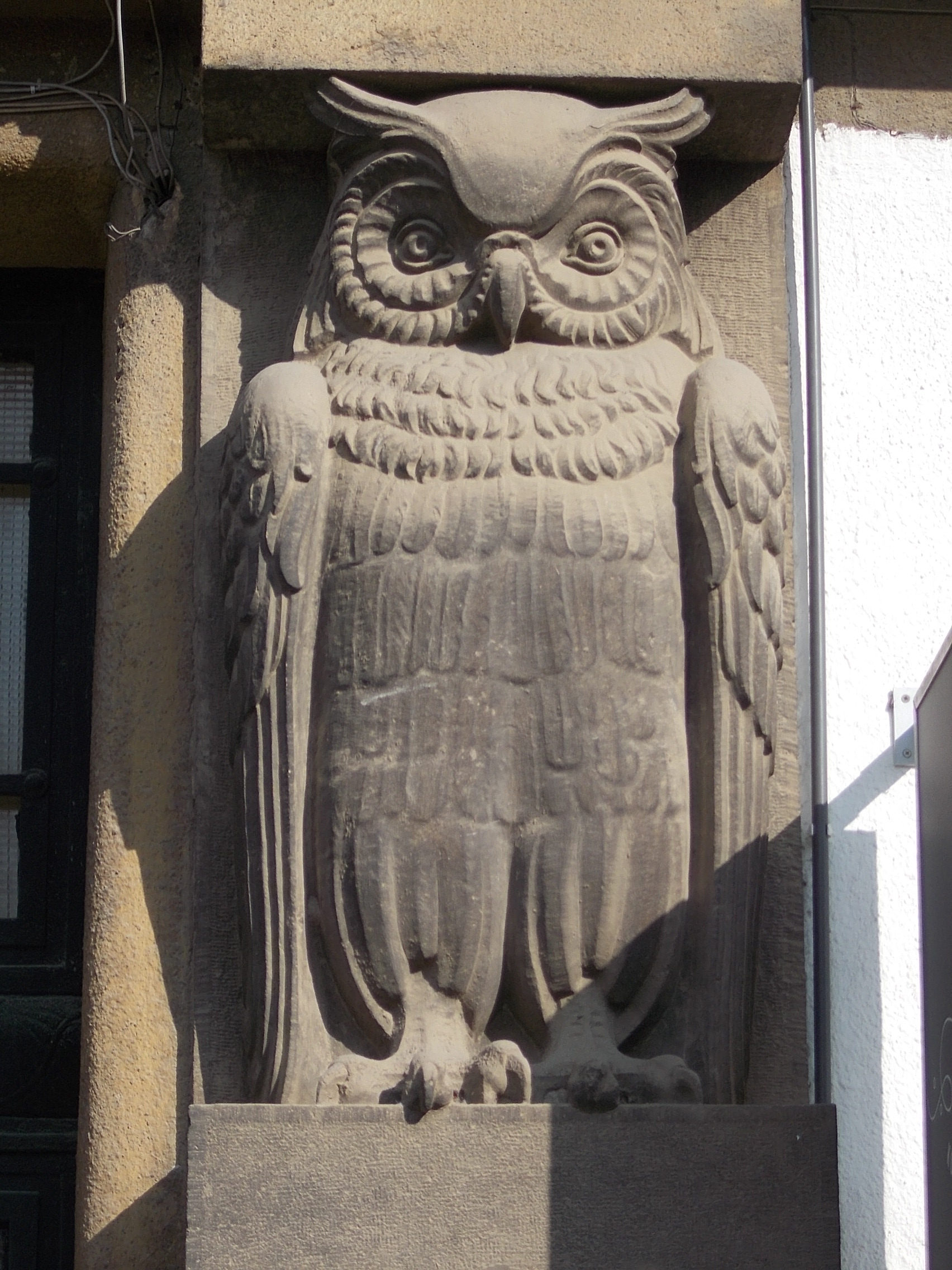
bagoly a kapu oldalán (Gizella út 19/b)
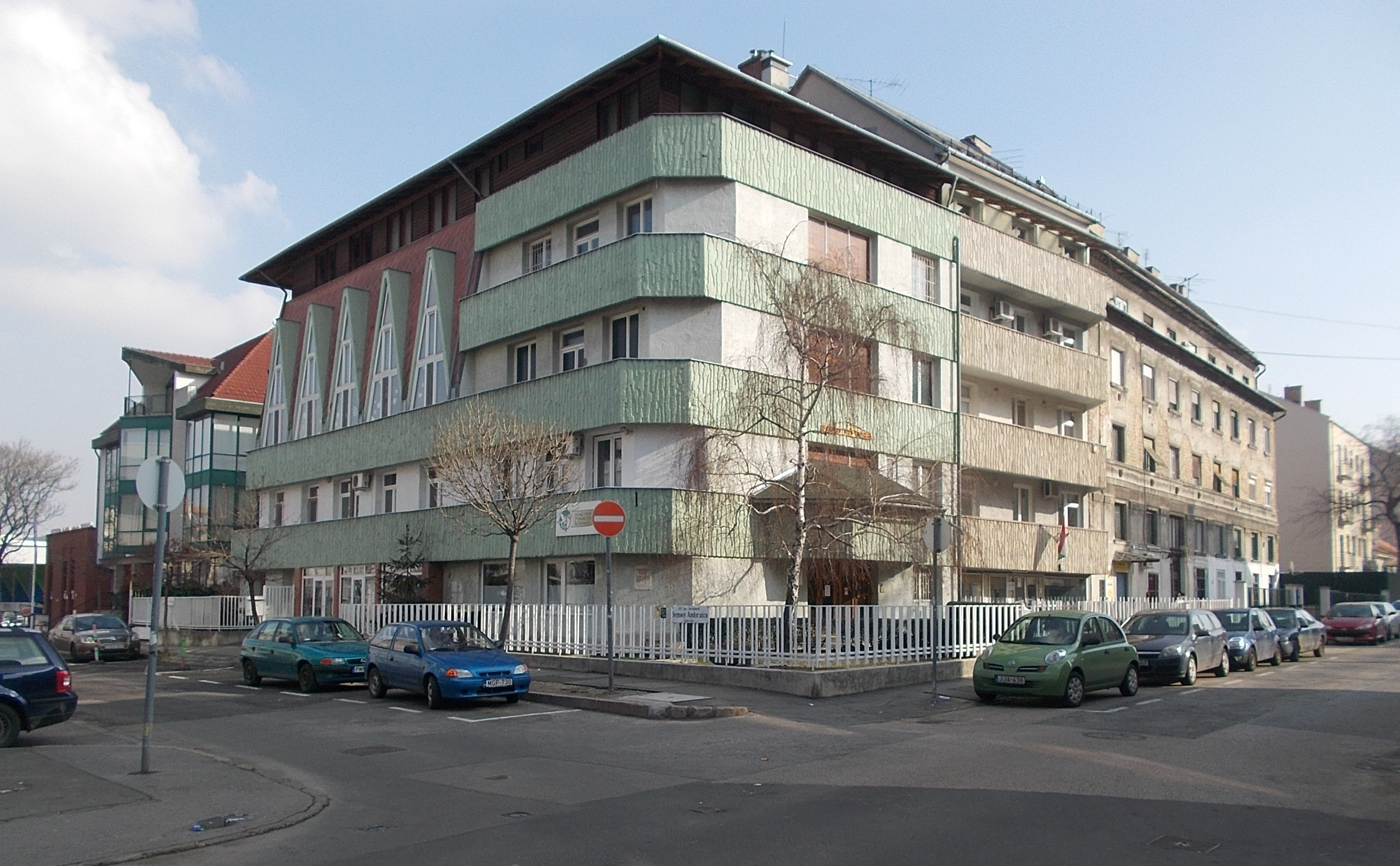
a Magyar Pünkösdi Egyház központja (Gizella út 37.)